# Ädelputs
Ädelputs är en fabrikstillverkad fasadputs i vilken stenmaterial tillsätts.